# Vrigny, Marne

Vrigny este o comună în departamentul Marne, Franța. În 2009 avea o populație de 221 de locuitori.